# Гражданская война в Ливане
Гражда́нская война́ в Лива́не (араб. الحرب الأهلية اللبنانية‎ — Al-Ḥarb al-Ahliyyah al-Libnāniyyah) (1975—1990) — вооружённые столкновения между мусульманскими и христианскими общинами Ливана, а также внутри этих общин, осложнённые вмешательством Сирии и израильским вторжением 1982 года.

## Предпосылки

### Колониальный период
В 1860 году гражданская война между друзами и маронитами вспыхнула в османском мутасаррифате Ливанских гор, который был разделен между ними в 1842 году. В результате войны было убито около 10 000 христиан и по меньшей мере 6 000 друзов. Война 1860 года рассматривалась друзами как военная победа и политическое поражение.
Первая мировая война была тяжёлой для ливанцев. В то время как весь остальной мир был занят мировой войной, народ Ливана страдал от голода, который продлится почти четыре года. С поражением и распадом Османской империи (1908—1922) турецкое правление закончилось.
Франция взяла под свой контроль территорию по французскому мандату в Сирии и Ливане под эгидой Лиги Наций. Французы создали государство Великий Ливан в качестве безопасного убежища для христиан, но по требованию христианских представителей во главе с патриархом маронитов Илией Хуваиком включили в Ливан территории с преимущественно мусульманским населением — Бекаа, Триполи, Аккар, Сайду и др.. В 1926 году Ливан был провозглашен республикой, и была принята конституция. Однако в 1932 году действие конституции было приостановлено. Различные группировки стремились к единству с Сирией или независимости от французов. В 1934 году в стране была проведена первая (и единственная на сегодняшний день) перепись населения.
В 1936 году была основана ведущая маронитская партия Ливанская фаланга.

### Независимость
Вторая мировая война и 1940-е годы принесли большие перемены в Ливан и на Ближний Восток. Ливану была обещана независимость, которая была достигнута 22 ноября 1943 года. Войска Свободной Франции, вторгшиеся в Ливан в 1941 году, чтобы освободить Бейрут от войск режима Виши, покинули страну в 1946 году. Марониты взяли на себя власть над страной и экономикой. Был создан парламент, в котором как мусульмане, так и христиане имели определенную квоту мест. Соответственно, президент должен был быть маронитом, премьер-министр — мусульманином-суннитом, а спикер парламента — мусульманином-шиитом.
План Организации Объединенных Наций по разделу Палестины в конце 1947 года привел к гражданской войне в Палестине, окончанию британского мандата и провозглашению независимости Израиля 14 мая 1948 года. С обретением государственности продолжающаяся гражданская война превратилась в государственный конфликт между Израилем и арабскими государствами, арабо-израильскую войну 1948 года. Все это привело к тому, что палестинские беженцы пересекли границу Ливана. Палестинцы будут продолжать играть очень важную роль в будущих ливанских гражданских конфликтах, в то время как создание Израиля радикально изменило регион вокруг Ливана.
В июле 1958 года Ливану угрожала гражданская война между христианами-маронитами и мусульманами. Президент Камиль Шамун попытался ослабить влияние на ливанскую политику нескольких влиятельный семей. Эти семьи поддерживали свою электоральную привлекательность, развивая прочные отношения патроната-клиентелы с местными общинами. Поскольку Шамуну удалось поддержать альтернативных политических кандидатов для участия в выборах в 1957 году, в результате чего традиционные семьи потеряли свои позиции, эти семьи затем начали войну с Шамуном.
В предыдущие годы напряженность в отношениях с Египтом обострилась в 1956 году, когда президент Шамун отказался разорвать дипломатические отношения с западными державами, напавшими на Египет во время Суэцкого кризиса, чем вызвал гнев египетского президента Гамаля Абдель Насера. Это произошло в разгар Холодной войны; Шамуна часто называли прозападным, хотя он подписал несколько торговых сделок с Советским Союзом. Однако Насер критиковал Шамуна из-за его предполагаемой поддержки возглавляемого США Багдадского пакта. Насер считал, что прозападный Багдадский пакт представляет угрозу арабскому национализму. Однако президент Шамун рассчитывал на региональные пакты для обеспечения защиты от иностранных армий: в Ливане исторически существовала небольшая армия, которая никогда не была эффективной в защите территориальной целостности Ливана и именно поэтому в последующие годы партизанские группировки Организации освобождения Палестины легко проникали в Ливан и создавали там базы, а также захватывали армейские казармы на границе с Израилем еще в 1968 году. Езид Сайиг документирует ранние стычки с ООП, в результате которых армия не только теряла контроль над местами своей дислокации, но и несла значительные потери. Еще до этого президент Шамун осознавал уязвимость страны перед внешними силами.

### Современность
Арабо-израильский конфликт породил проблему палестинских беженцев, вооружённые отряды которых пытались воспрепятствовать созданию еврейского государства. Потерпев поражение от сил регулярной израильской армии, отряды палестинского сопротивления отступили на территорию Иордании. В 1970 году Ясир Арафат пытался путём военного переворота свергнуть короля Иордании Хусейна. Однако силы палестинцев потерпели сокрушительное поражение и были вынуждены перебазироваться на территорию Ливана, где по Каирскому соглашению 1969 года и Мелькартскому соглашению 1973 года ливанская сторона предоставила им право иметь вооружённые силы, «при условии не нанесения ущерба суверенитету и благополучию Ливана». В результате «событий Чёрного сентября» погибли от 3 до 10 тысяч боевиков и гражданских палестинцев, и около 150 тысяч — были изгнаны из Иордании.

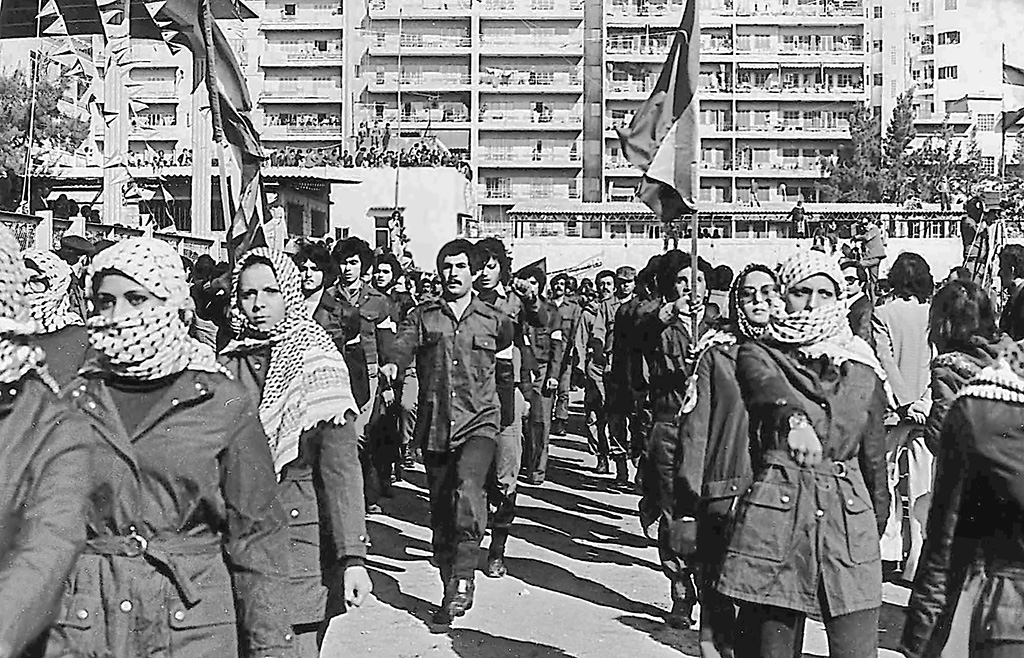
Палестинские боевики в Ливане

С территории Ливана начались вылазки палестинских боевиков на территорию Израиля, в результате которых правительство Ливана оказалось в затруднительном положении. Палестинские боевики фактически организовали «государство в государстве», где не действовало ливанское законодательство. Несмотря на то, что еще во время президента Камиля Шамуна палестинцев поощряли принимать ливанское гражданство, большинство из них отказались от него. Палестинские лагеря и поселения превратились в очаги преступности и терроризма. Особенно от произвола палестинцев страдало население Юга Ливана, в основном, христиане-марониты и мусульмане-шииты. Мусульманские круги решили использовать наличие большого количества вооружённых палестинцев, в основном, мусульман-суннитов, в меньшей степени — православных, для передела государственной системы страны в пользу мусульманской общины, ограничив права христианского населения страны. Муфтий Ливана прямо назвал палестинцев «суннитской армией Ливана». Ливанская армия была традиционно слаба, поэтому христиане Ливана стали организовывать собственные отряды самообороны, нередко вступавшие в столкновения с палестинскими боевиками. Милиции создавались и в других религиозных общинах и партиях, как солидарных с палестинцами, так и выступавших против палестинского присутствия.

## Гражданская война

### Первый период войны
Гражданская война началась 13 апреля 1975 года с Автобусной резни — столкновений в Бейруте между палестинскими боевиками и милицией христианской партии Катаиб, причиной которых стала попытка убийства палестинцами одного из лидеров христианской общины Ливана шейха Пьера Жмайеля. 

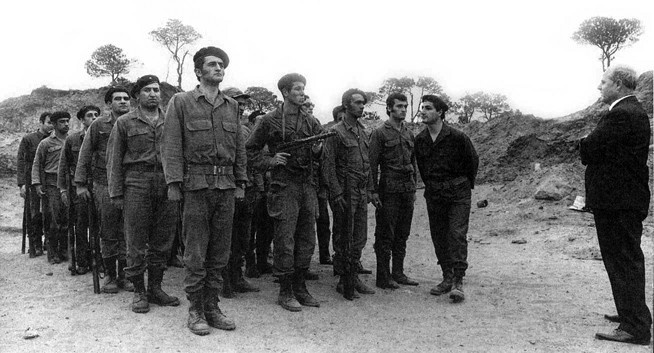
Бойцы правохристианской партии Катаиб

 Постепенно военные действия распространились на северные и восточные части страны. До октября 1975 года вооружённые столкновения происходили, в основном, между отрядами различных палестинских организаций и милициями правохристианских партий «Катаиб», Национал-либеральной партии, движения Стражи кедров, организаций Марада, «Танзим», Ливанское молодежное движение, Маронитский монашеский орден (до середины 1980-х годов), во главе которых стояли известные христианские и националистические лидеры — Пьер Жмайель, Камиль Шамун, Этьен Сакер, Сулейман Франжье, Жорж Адуан, аббат Шарбель Кассис. Позже эти милиции объединились в единую армию Ливанские силы (за исключением Марады). Наиболее многочисленной, вооружённой и подготовленной являлась милиция партии Катаиб во главе с соратником Пьера Жмайеля Уильямом Хауи. На стороне Ливанских сил воевало много христиан разных конфессий, а также некоторые шииты и даже сунниты, которые были против создания в Ливане исламского суннитского государства во главе с палестинцами и ликвидации светских учреждений, но значительно меньшее число немаронитов участвовало в деятельности политического крыла Ливанских сил, чтобы не привлекать внимание к себе и особенно к своим семьям со стороны единоверцев — сторонников «левых» или исламских фундаменталистов.

Политическим крылом Ливанских сил стала коалиция Ливанский фронт за свободу и человека. Главным идеологом выступил бывший министр иностранных дел, известный христианский философ православный Шарль Малик. В его составе находились в основном марониты, имелось небольшое количество православных и шиитов. Армянская община Ливана в массе своей осталась нейтральной, хотя отдельные армяне, как и другие христиане, воевали в составе Ливанских сил. Ливанские ассирийцы примкнули к «Ливанским Силам», организовав 4 батальона добровольцев.

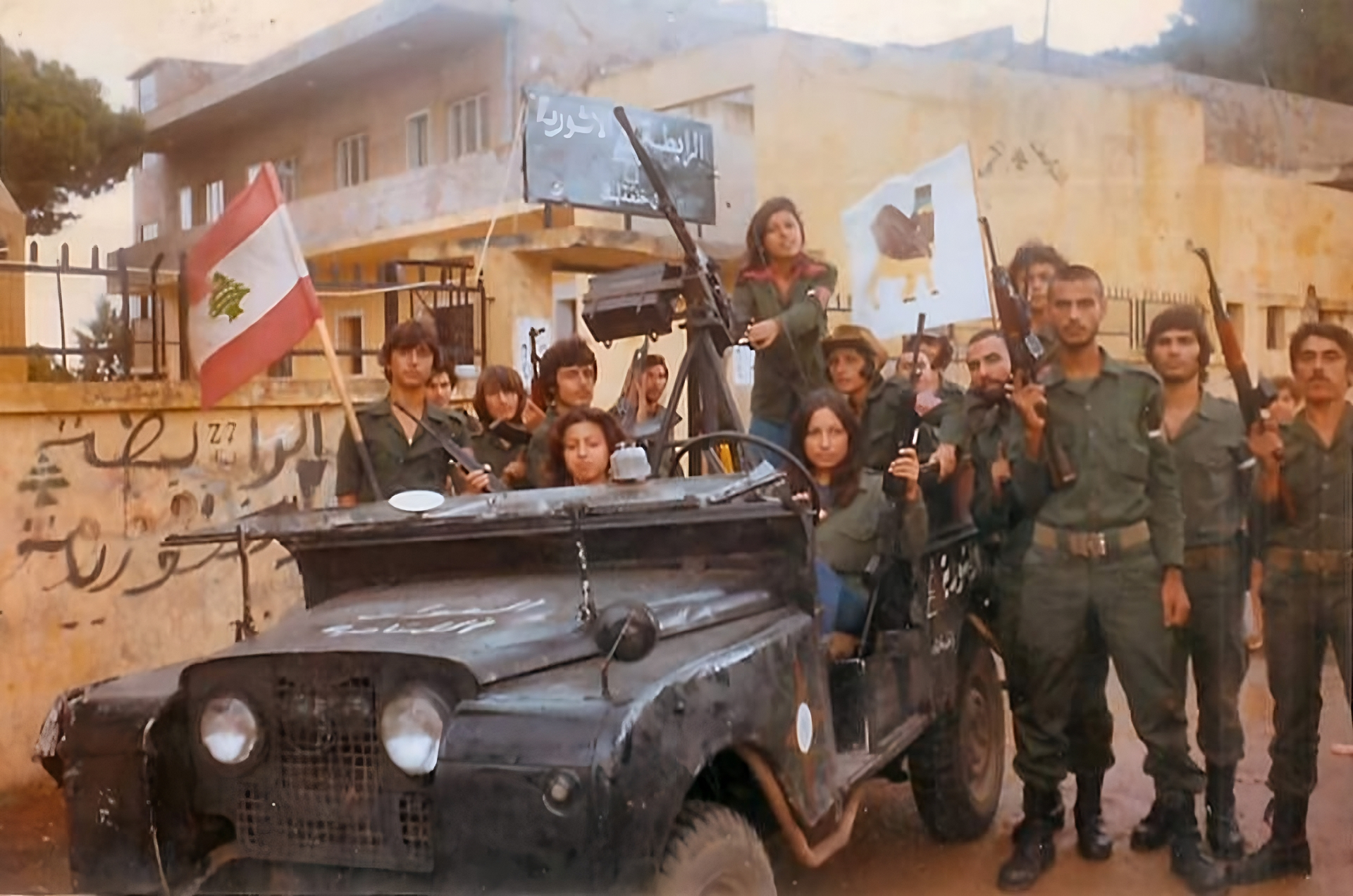
Бойцы 4-го Ассирийского батальона

В октябре 1975 года к отрядам палестинцев присоединились воинские формирования мусульманских общин Ливана и левых партий, такие как Прогрессивно-социалистическая партия Ливана, состоявшая из друзов, Сирийская социально-националистическая партия (ССНП), как и милиция партии Катаиб опиравшаяся на разделённую в своих симпатиях православную общину региона Кура (православные Восточного Бейрута — самая крупная община православных, в основном, воевали на стороне правых христиан), суннитская партия Мурабитун, Ливанская коммунистическая партия и др. Они образовали т. н. «Национально-патриотические силы» (НПС), которые возглавил лидер прогрессивно-социалистической партии политический глава общины друзов Ливана Камаль Джумблат, питавший традиционную для друзов ненависть к христианам, особенно маронитам, и лелеявший мечту стать президентом Ливана (вопреки требованию Национального пакта 1943 года о занятии этого поста исключительно маронитом).Его поддержали такие представители мусульманского лагеря и левых партий, как Жорж Хауи (Ливанская коммунистическая партия), Ибрагим Кулайлат (Мурабитун), Асаад Хардан (Сирийская социально-националистическая партия), Мохсен Ибрагим (Организация коммунистического действия), Ассем Кансо (просирийская фракция партии Баас) и др., а также палестинские организации (ФАТХ, Народный фронт освобождения Палестины Жоржа Хабаша, Демократический фронт освобождения Палестины Наефа Хаватме и др.). Крупным сражением и серьёзной пробой сил консолидированных лагерей стала бейрутская Битва отелей, продолжавшаяся с октября 1975 по апрель 1976.
В милициях каждого из противоборствующих лагерей имелись добровольцы и наёмники из разных стран мира. Источниками финансирования милиций служили как прямая финансовая помощь иностранных государств, так и помощь населения, рэкет, наркотрафик, контрабанда оружия на подконтрольных территориях. Еще одним важным источником дохода был контроль милициями портов, через которые шел широкий поток товаров, как военного так и гражданского предназначения.
Несмотря на более чем трёхкратный перевес противника в живой силе (силы палестинско-мусульманско-левой коалиции насчитывали 41,6 тыс. человек против 12 тыс. бойцов ливанских правохристианских милиций) христианским отрядам удалось нанести ряд поражений антиправительственным войскам ООП-НПС и в январе 1976 года поставить их перед лицом неминуемого разгрома.

В январе 1976 лидеры блока ООП-НПС обращаются за помощью к президенту Сирии Хафезу Асаду, который приказывает отправить в Ливан палестинские части из состава Армии Освобождения Палестины, базирующихся в Сирии, общим числом от 5000 до 8000 бойцов, что в корне меняет ход войны. Христиане переходят к обороне на всех фронтах. Мусульманские офицеры во главе с дезертиром лейтенантом Ахмадом Хатыбом при поддержке палестинцев подняли мятеж в мусульманских частях ливанской армии, захватив большую часть тяжелого вооружения армии, в марте правительственные вооружённые силы Ливана распались. Мятежники организуют «Армию Арабского Ливана» и присоединяются к альянсу ООП-НПС.

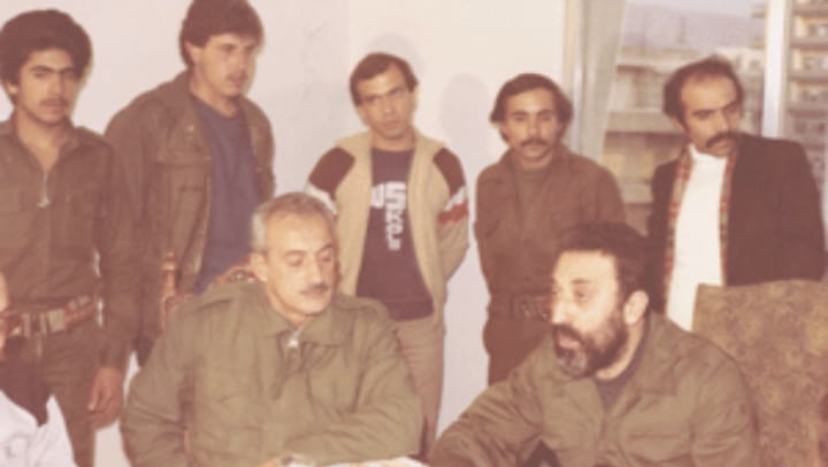
Лейтенант Ахмад Хатыб (справа) и майор Ахмад Маамари (слева)

 Христианские солдаты и офицеры во главе с полковником Антуаном Баракатом формируют «Армию Свободного Ливана» и встают на защиту ливанского правительства и ливанских христиан. Получив бронетехнику и тяжелую артиллерию от армейских дезертиров, ООП-НПС по инициативе Камаля Джумблата 17 марта 1976 года начинают т. н."весеннее наступление", имеющее целью захват христианских районов в Горном Ливане и окончательное поражение христианских сил. Сам Джумблат неоднократно призывал к кровавой мести маронитам по примеру резни христиан в 1860 г. Заместитель Арафата Салах Халаф (Абу Ияд) заявил, что путь в Палестину лежит через столицу христианского анклава — Джунию (город, находящийся на северо-восток от Бейрута). Христианским войскам приходится отступить с ряда позиций в Бейруте и районе Верхний Матн, и на некоторое время антиправительственным силам удаётся захватить около 70 % территории страны. Однако после перегруппировки сил отряды христианской милиции переходят в контрнаступление и отбрасывают мусульман на исходные позиции кроме нескольких селений в Верхнем Матне, а на севере страны даже продвигаются далеко вглубь территории, захваченной отрядами НПС-ООП, вплотную подойдя ко второму по величине городу Ливана — Триполи. Взятию Триполи христианами помешала Сирия, опасавшаяся чересчур крупной победы христиан над мусульманами.
Крупное резонансное боестолкновение произошло в Бейруте в ночь на 6 мая 1976. Семь девушек из фалангистской милиции во главе с Жослин Хуэйри вели шестичасовой бой с крупным отрядом ООП и смогли удержать позиции. После этого Жоселин Куейри до 1986 командовала полуторатысячным женским формированием Ливанских сил.

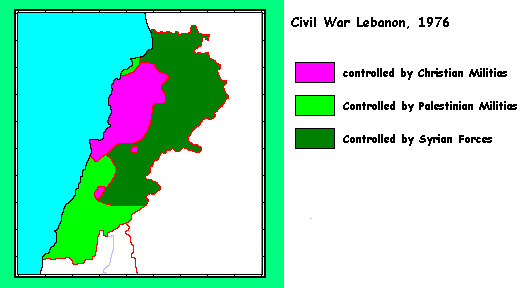
Зоны контроля в Ливане на 1976 год. Пурпурный — контроль христианской милиции, светло-зелёный — контроль ООП, тёмно-зелёный — контроль сирийских войск

Мирное население становится объектом террора со стороны палестинских боевиков, на который отвечают актами возмездия бойцы христианских милиций. За каждого убитого христианина ливийское и иракское правительства через свои посольства выплачивали убийцам вознаграждение в 60 ливанских фунтов. 30 мая 1975 года в районе Башура в Западном Бейруте было убито от 30 до 50 христиан в отместку за убитого в Восточном Бейруте палестинца. Осенью 1975 года палестинские боевики проводят серию убийств ливанских христиан в деревнях Бейт-Меллат, Телль-Аббас, Дейр-Ашаш, Нааме. 6 декабря того же года («Черная суббота») убийство четверых молодых христиан в Восточном Бейруте привело к волне ответных убийств от 200 до 600 бейрутских мусульман. После штурма палестинского лагеря беженцев в бейрутском районе Карантина, превращенного палестинцами в укрепленную военную базу, и последовавшей после него резне известной как «Резня в Карантине», в январе 1976 года, в которой, правохристианские боевики убили около 1000—1500 палестинцев в том числе и мирное население,, палестинские боевики и их союзники убили около 600 жителей христианского города Дамур, находившегося в глубине мусульманской зоны. В захваченных во время «весеннего наступления» районах местное христианское население подвергалось убийствам, христианские деревни грабились и разрушались.
За время гражданской войны многие районы Бейрута, особенно вблизи т. н. «зеленой линии», разделяющей враждующие районы города, были почти полностью разрушены. В июне 1976 года в Ливан были введены части сирийского военного контингента, который в союзе с проправительственными правохристианскими милициями нанес окончательное поражение блоку НПС-ООП. Последним значительным событием гражданской войны 1975—1976 гг. стал разгром христианской милицией крупнейшего палестинского военного лагеря в Восточном Бейруте — Тель-Заатара в августе 1976 года. В середине октября того же года отряды НПС и палестинцы сложили оружие.

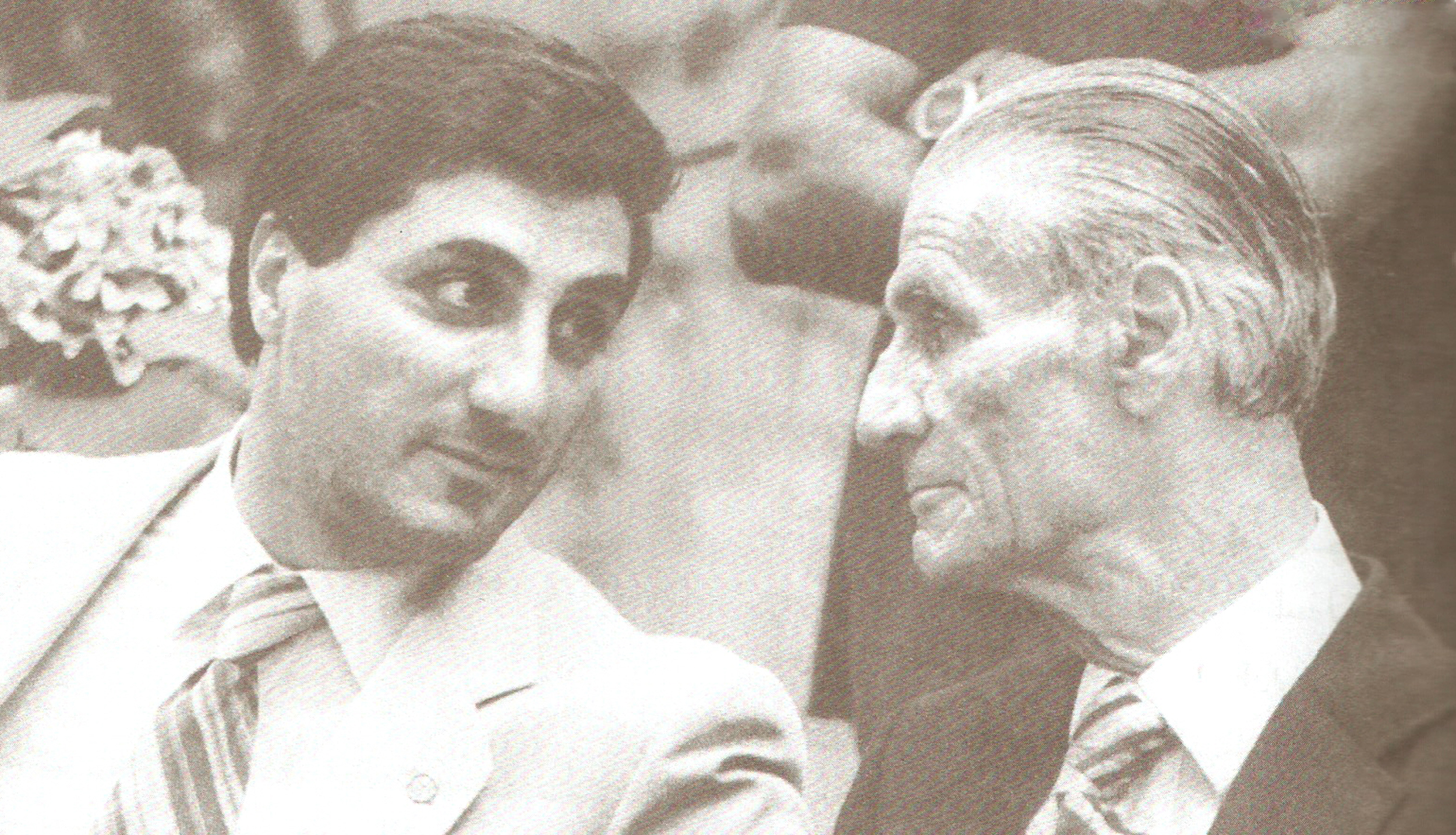
Башир Жмайель и шейх Пьер Жмайель

После военных поражений второй половины 1976 года и убийства Камаля Джумблата агентами сирийских спецслужб в марте 1977 года блок НПС окончательно распадается, в то время, как альянс христианских партий «Ливанский Фронт» усиливает свои позиции, а его объединённая армия «Ливанские Силы» под командованием молодого харизматичного младшего сына шейха Пьера Жмайеля — Башира — становится мощной 30-тысячной военной группировкой. После заключения Кэмп-Дэвидского договора между Израилем и Египтом руководство Сирии меняет свою тактику в Ливане, начиная привлекать на свою сторону бывших противников из рядов развалившегося НПС. Сирийские войска начинают перевооружение подконтрольных им палестинских и ливанских мусульманских группировок. Параллельно с этим ухудшаются отношения Сирии с христианскими партиями, требующими немедленного вывода сирийского «миротворческого» контингента, ставшего по сути оккупационным.
Лидеры христиан Ливана начинают скрытое сотрудничество с Израилем, который снабжает христианские войска оружием и техникой, особенно захваченной в ходе израильско-арабских войн, в Израиле проходят обучение христианские боевики. На открытый союз с Израилем идёт правохристианский майор Саад Хаддад, в свое время поддержавший «Армию Свободного Ливана» на юге страны, затем создавший Армию Южного Ливана и в 1979 году учредивший Государство Свободного Ливана в «зоне безопасности», образованной в результате Операции «Литани».

### Второй период войны
В феврале 1978 года произошло первое крупное столкновение между солдатами Армии Свободного Ливана и поддержавшими её Ливанскими силами и сирийскими войсками возле казармы Фаядие в пригороде Бейрута Ярзе. Попытка сирийцев установить блокпост у въезда в казарму привела к перестрелке, в которой погибли 19 человек. Уцелевшие сирийские солдаты были взяты в плен, после чего сирийская артиллерия открыла огонь по казарме и жилым районам Восточного Бейрута. Начались уличные бои, в которых сирийцы понесли огромные потери от Тигров Шамуна и боевиков Танзим.

В руководящем составе «Ливанского Фронта» начались трения по вопросу сирийского присутствия в Ливане, в результате чего его покинул просирийски настроенный Сулейман Франжье. 13 июня 1978 года Силы регулирования Катаиб по приказу Башира Жмайеля проводят Эденскую резню — операцию в городке Эден на севере Ливана, целью которой был захват сына Сулеймана — Тони Франжье, командовавшего христианской милицией движения Марада — «Армия освобождения Згорты». Тони Франжье и его семья погибли (в живых остался только сын Сулейман-младший, впоследствии ставший главой семейного клана и председателем «Марады»). Сулейман Франжье объявил вендетту, поклявшись, что на севере Ливана не останется в живых ни одного сторонника Жмайеля. Начались столкновения между Ливанскими силами и милицией Франжье, которую поддержали сирийские войска. 1 июля после мощного обстрела сирийские войска предприняли попытку наступления на позиции Ливанских сил в бейрутских кварталах Айн ар-Руммана, Джедейде, Фурн эль-Шеббак, пригороде Хадат. Началось сирийское наступление и на севере Ливана, где в августе Ливанские силы отступили, отдав районы Бшарре, Батрун, Кура, населенные маронитами и православными — под контроль сирийцев и «Армии освобождения Згорты», после чего возобновились бои в Бейруте. Боевые действия продолжались до начала октября. Встретив мощное сопротивление христианских ополченцев и понеся большие потери в живой силе и технике, сирийские войска прекратили наступление, а 9 октября под натиском христиан начали отступать из Восточного Бейрута и христианских районов Горного Ливана, контролируемых Ливанскими силами, передав свои позиции ливанской армии. Постоянным фоном столкновений между сирийской армией и христианскими ополченцами были беспощадные обстрелы сирийской артиллерией жилых кварталов Восточного Бейрута, например, в результате последовавшей 4 октября 1978 года бомбардировки Восточного Бейрута погибли свыше 100 человек, около 1000 получили ранения. Эта фаза конфликта получила название Стодневная война.

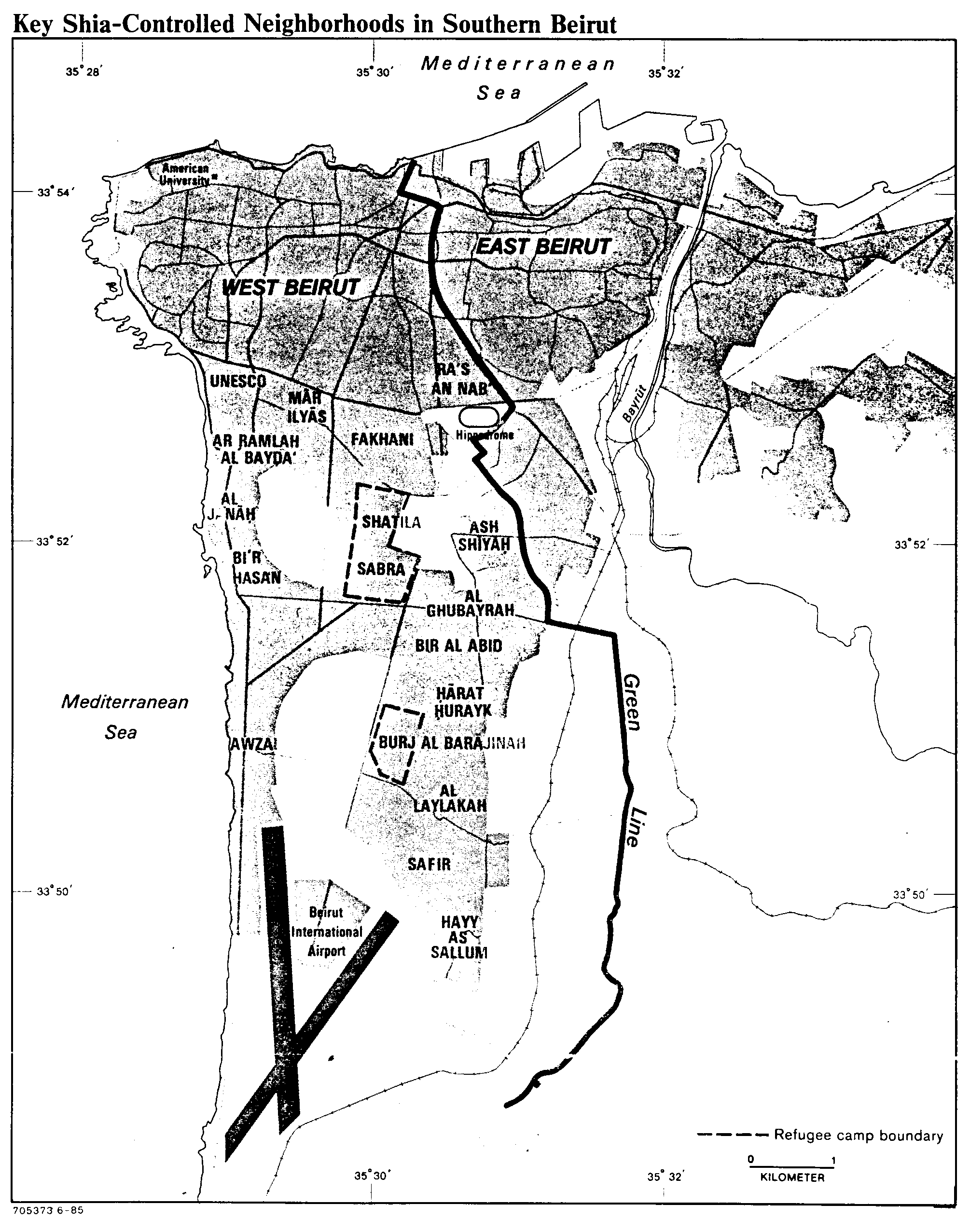
Западный Бейрут и Восточный Бейрут, разделенные «зеленой линией»

В июле 1980 года в результате операции «Сафра» войска Катаиб, верные Баширу Жмайелю, подчинили себе Милицию Тигров Национал-либеральной партии. Ливанские силы стали единственной воинской силой на территории христианского анклава. Возмущенный командир «Тигров Шамуна» Дани Шамун сперва переехал в мусульманский Западный Бейрут, но позже вернулся в христианскую зону и помирился с Баширом Жмайелем.
Ливан дробится на зоны контроля разных вооруженных группировок. Боевики Ливанских сил контролировали Восточный Бейрут и Горный Ливан к северу от шоссе Бейрут-Дамаск до города Батрун — т. н. «Марунистан», общей площадью 800 км².; просирийские марониты из Армии освобождения Згорты при поддержке сирийских войск правили в Северном Ливане за исключением городов Триполи, Каламун и области Аккар у самой границы с Сирией; шииты Амаль контролировали Южный Ливан вне зоны безопасности, долину Бекаа (кроме христианских городов Захле и Дейр эль-Ахмар) и южные районы Бейрута; друзы из ополчения Валида Джумблата и клана Арслан преобладали в двух областях — Алей и Шуф южнее шоссе Бейрут-Дамаск; преимущественно православные боевики ССНП имели своей базой несколько населенных пунктов в области Кура Северного Ливана и области Матн на восток от Бейрута; суннитские милиции располагались в Западном Бейруте, Сайде и Триполи, часть Триполи контролировала малочисленная алавитская Арабская Демократическая партия. Западный Бейрут был базой для партий и милиций антиправительственного толка, в основном, мусульман и левых. Приграничную с Израилем зону безопасности контролировала Армия Южного Ливана. При этом в ходе междоусобиц границы влияния разных милиций часто изменялись. Кроме того, в разных регионах страны размещались сирийский военный контингент и крупные соединения палестинских боевиков из разных организаций. В христианской среде становятся популярными идеи о федерализации или даже разделе страны, ввиду ее фактического разделения на конфессиональные анклавы, контролировавшиеся разными милициями, что категорически отвергалось сирийским режимом, боявшимся появления на своих границах союзного Израилю христианского государства, и мусульманскими кругами, не желавшими отделения богатых христианских районов, вносивших большой вклад в экономику Ливана.
В 1981 году происходит новое обострение обстановки в Ливане, связанное с нападением сирийских войск на христианский город Захле в долине Бекаа. На помощь городскому ополчению Захле Баширом Жмайелем был отправлен отряд спецназа Ливанских сил. Не сумев взять город наземными силами, сирийцы попытались применить авиацию, что привело к жёсткой реакции руководства Израиля, заявившего, что оно не допустит истребления христианской общины Ливана. Израильские ВВС сбили два сирийских вертолёта, доставлявших солдат к месту боев. Было достигнуто соглашение, по которому сирийские войска отступали от города, а бойцы Ливанских сил уходили на территорию христианского анклава и в Восточный Бейрут. Сирийцы смогли войти в Захле только в 1985 году, после того как город был сдан по приказу Илие Хобейки, в то время командовавшего Ливанскими силами, имевшего тесные контакты с сирийскими спецслужбами и командованием сирийских войск в Ливане.

### Третий период войны: вторжение Израиля

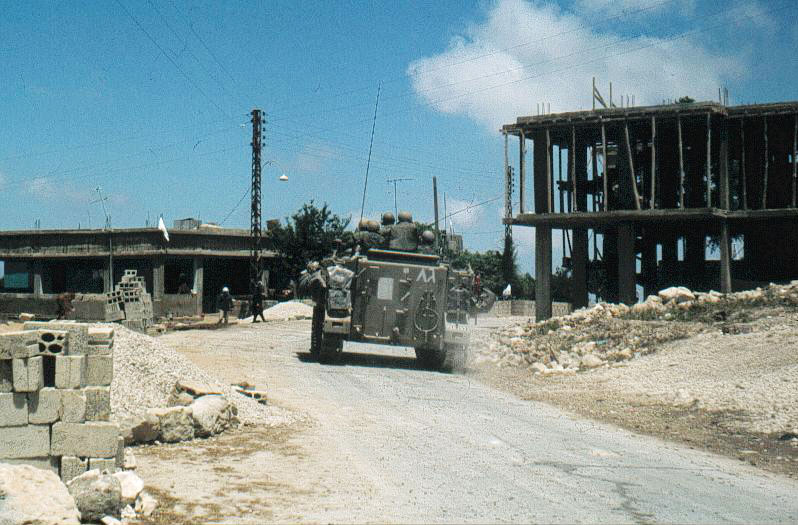
Израильские войска в Ливане 8 июня 1982 года

Израильское вторжение в Ливан 1982 закончилось изгнанием палестинских боевиков и оккупацией Израилем южных районов Ливана. Жители юга страны восторженно встречали израильские части, видя в них защиту от произвола и насилия палестинских организаций, обосновавшихся на юге. На север и в центральную часть были введены дополнительные части сирийской армии (общая численность контингента составила 17 тысяч солдат). В августе 1982 года Башир Жмайель, 34-летний командующий Ливанскими силами, был избран на пост президента Ливана. Однако 14 сентября 1982 года он погибает от взрыва в штаб-квартире партии «Катаиб». Это убийство организовали сирийские спецслужбы, выполнявшие указание президента Сирии Хафеза Асада. Исполнителем теракта стал Хабиб Шартуни, член Сирийской социал-национальной партии Ливана и агент сирийских спецслужб. Христианскую армию возглавил заместитель Башира Фади Фрем, которого позже сменил племянник Башира — Фуад Абу Надер. Вскоре после убийства Башира Жмайеля несколько сотен христианских ополченцев ворвались в палестинские лагеря Сабра и Шатила, убив, по разным данным, от 150 до 2000 палестинцев. На внеочередном заседании парламента Ливана президентом был избран старший брат Башира Жмайеля — Амин, безвольный и слабый политик, не обладавший ни способностями, ни популярностью младшего брата.

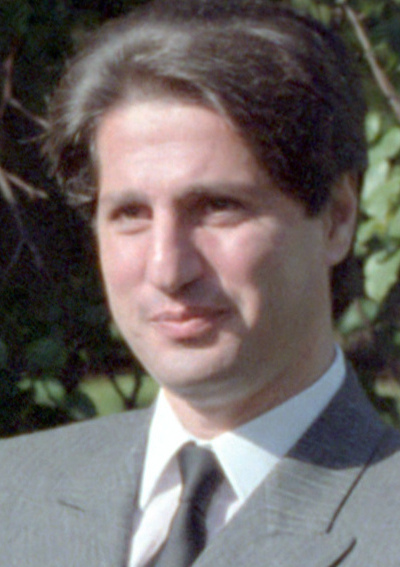
Амин Жмайель

В сентябре 1982 года в районах Бейрута был развёрнут миротворческий контингент из США, Франции и Италии, всего около 3500 человек. Американцы расположились в районе Бейрутского международного аэропорта. 30 сентября осколками израильской кластерной авиабомбы был убит один и ранены трое американских миротворцев.

17 мая 1983 года заключается мирный договор между Ливаном и Израилем. Этот договор вызвал резкую реакцию в стане просирийских политиков, организовавших по приказу Сирии так называемый Фронт национального спасения во главе с Сулейманом Франжье, Валидом Джумблатом и Жоржем Хауи, объединивший партии и организации, подконтрольные сирийскому режиму. Фронт выступил категорически против ливано-израильского соглашения. В сентябре 1983 года израильские войска покидают регионы Алей и Шуф, находящиеся на юго-востоке от Бейрута и населённые смешанным друзско-христианским населением. 3 сентября, через 24 часа после ухода израильтян, объединённые отряды друзов, палестинцев, шиитов, коммунистов и боевиков ССНП при поддержке танков и артиллерии сирийской армии атакуют христианские города и деревни Алея и Шуфа. Застигнутые врасплох немногочисленные отряды Ливанских сил в количестве 200 бойцов, расположенные в Шуфе под командованием Самира Джааджаа и вооруженные только легким стрелковым оружием, пулеметами, поддерживаемые несколькими танками и безоткатными орудиями, оказывают упорное сопротивление нападающим, тщетно дожидаясь помощи со стороны ливанской армии, обещанной президентом Амином Жмайелем. Видя бездействие армии, командование Ливанских сил направило в район боевых действий элитные ударные части «Адонис» во главе с Фуадом Абу Надером, но помощь опоздала. 

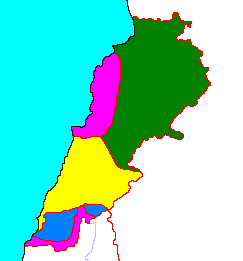
Зоны контроля в Ливане на 1983 год. Пурпурный — контроль Ливанских сил и АЮЛ, жёлтый — контроль израильской армии, тёмно-зелёный — контроль сирийских войск, голубой -контроль войск ЮНИФИЛ

5 сентября возле христианского города Бхамдун отряды Самира Джааджаа терпят поражение от друзско-мусульманско-сирийских войск и, потеряв за сутки 150 бойцов, отступают с тысячами беженцев в город Дейр-эль-Камар. 10 сентября в бою погибает командующий пехотой Ливанских сил герой обороны Захле Кейруз Баракат. Друзское население и отряды друзской Прогрессивно-социалистической партии начинают массовое истребление мирного христианского населения, жертвами убийств становятся даже христиане, лояльные ПСП, а также члены семей христиан, воевавших в составе партий-союзников ПСП. По приблизительным данным, было убито более 1500 христиан, около 300 тысяч стали беженцами. Духовный глава друзов шейх Мухаммед Абу Шакра заявил, что христиане никогда больше не будут жить в друзских горах. Его поддержал Валид Джумблат, провозгласивший, что отныне в Шуфе останутся только друзы. Этот период боёв был назван позже «Войной в горах» (англ. Mountain War). Позиция Амина Жмайель, отказавшегося направить части ливанской армии в защиту христианского населения Алея и Шуфа, вызвала яростную критику в христианской общине. Его обвиняли в том, что, не сумев взять под свой контроль Ливанские силы, Амин Жмайель решил максимально подорвать военную мощь и авторитет этой организации среди христиан Ливана, чтобы самому выступать как их единоличному представителю. «Война в горах» стала крупнейшим поражением христианских сил в гражданской войне. Несмотря на все призывы к примирению между враждовавшими общинами, только 17 % христианских беженцев вернулось после войны в Шуф и Алей. Деньги из специального фонда, учреждённого государством для возвращения христиан, были украдены главой Прогрессивно-социалистической партии Валидом Джумблатом.

### Четвёртый период войны
В феврале 1984 года объединённые силы друзов и шиитов с помощью сирийского контингента выбивают части ливанской правительственной армии из Западного Бейрута. Шестая армейская бригада, почти полностью состоявшая из шиитов, переходит на сторону своих единоверцев. Половина личного состава Четвёртой армейской бригады, в массе своей друзы, дезертирует и присоединяется к боевикам ПСП. Дезертирует также начальник генштаба армии друз генерал Надим аль-Хаким.

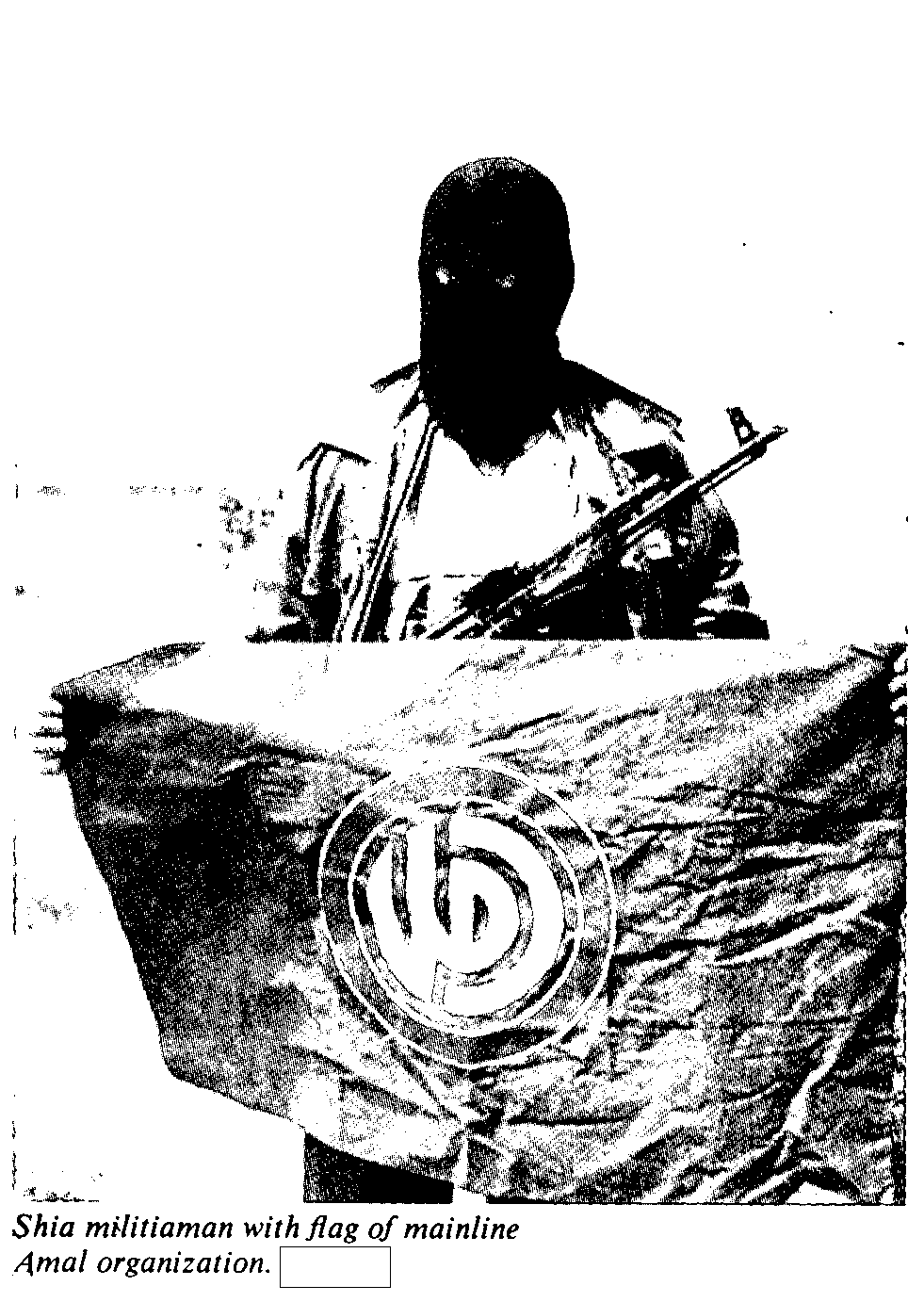
Шиитский боевик с флагом движения Амаль

В марте 1985 года израильская армия перебазируется за реку Литани в зону безопасности на юге Ливана. В районе Иклим аль-Харруб, находящемся на восток от города Сайда и населённом преимущественно христианами, вспыхивают бои между частями Ливанских сил и отрядами палестинцев, шиитов и друзов, напавших на христианские деревни. Мусульманских боевиков поддержал гарнизон Сайды. Бои шли с переменным успехом, пока в апреле командование Ливанских сил не отдало неожиданный приказ своим войскам отступить из района Иклим аль-Харруб и эвакуироваться морским путём в Бейрут. Десятки тысяч христиан остались без защиты перед нападавшими мусульманами, устроившими очередную резню в христианских селениях. Потоки беженцев устремились в «зону безопасности» на Юге Ливана и в христианский город Джеззин. В это время отряды ливанского движения «Стражи кедров» под командованием Жозефа Карама совершили марш-бросок на юг страны и возле селения Кфар-Фаллус нанесли поражение друзско-мусульманским милициям, отбросив их назад к Сайде. Город Джеззин с окрестностями был присоединён к зоне безопасности (так называемый «Джеззинский палец») и взят под контроль Армией Южного Ливана, во главе которой после смерти Саада Хаддада стоял Антуан Лахад. К Армии Южного Ливана примкнули отряды Стражей кедров. Однако 50 христианских населённых пунктов региона было опустошено и заселено мусульманами-суннитами, спонсировавшимися будущим премьер-министром Ливана Рафиком Харири. После падения Иклим аль-Харруба Фуад Абу Надер был отстранен от командования христианской милицией, и во главе Ливанских сил встал бывший начальник службы безопасности Илие Хобейка, занимавший просирийские позиции, начальником штаба был назначен Самир Джааджаа. Территория, контролируемая Ливанскими силами, простёрлась от городка Мадфун южнее Батруна на севере до селения Кфаршима юго-восточнее Бейрута на юге. Новое командование христиан начинает сотрудничество с сирийским режимом. 19 мая 1985 года по приказу Хобейки было закрыто представительство Ливанских сил в Иерусалиме, годом ранее по распоряжению президента Амина Жмайеля было закрыто представительство Израиля в Ливане, находившееся в местечке Дбайе. В сентябре 1985 Ливанские силы передали под контроль сирийской армии город Захле.

В декабре 1985 года Илие Хобейка от имени Ливанских сил подписывает так называемое «Тройственное соглашение» с лидерами антиправительственного лагеря — Набихом Берри, представляющим движение Амаль, и Валидом Джумблатом от Прогрессивно-социалистической партии. Соглашение имело целью установление мира в Ливане и предоставления Сирии широкого влияния на политику Ливана. Это привело к тому, что 15 января 1986 года Самир Джааджаа при поддержке президента Ливана Амина Жмайеля сместил Хобейку с поста лидера Ливанских сил, вынудив бежать на территорию, контролируемую сирийскими войсками. Разгневанный поведением Жмайеля президент Сирии Хафез Асад приказал просирийским политическим силам и милициям Ливана бойкотировать его указы и постановления. Под руководством Самира Джааджаа христианская милиция прекращает сотрудничество с Сирией и налаживает дружеские связи с Ираком — традиционным соперником Сирии в регионе. Саддам Хуссейн начинает поставки вооружений и финансовую помощь Ливанским силам. Союз с Ираком продолжался вплоть до окончания гражданской войны. Кроме того, с мая 1986 года налаживаются негласные контакты с былым врагом — ООП, имевшие целью противостояние общему врагу — сирийскому режиму и его союзникам. 

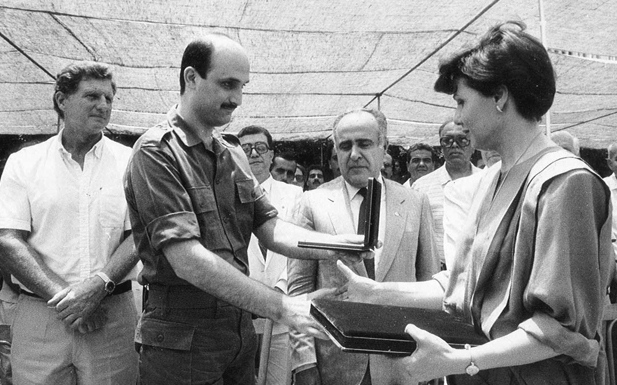
Самир Джааджаа (в военной форме). Крайний слева — Дани Шамун, командир Милиции Тигров, затем глава Национально-либеральной партии Ливана. Справа — Лейла Хауи, дочь фалангистского командира Уильяма Хауи.

В мусульманской части Ливана продолжались междоусобные столкновения между просирийскими милициями, а также палестинцами, в которые вмешивалась Сирия. C 1984 по 1986 год в Триполи шли бои между местными исламистами из суннитского движения «Таухид» шейха Саида Шаабана, финансируемыми и вооруженными ООП и алавитами из Арабской Демократической партии во главе с Али Эйдом, которых поддерживала сирийская армия. Жертвами исламистов стали также многие коммунисты Триполи. Первоначальные успехи «Таухид» сменились жестоким поражением, нанесенным движению сирийской армией и ее союзниками из числа алавитов, коммунистов, баасистов и ССНП. В суннитском квартале Баб аль-Таббане боевики алавитской милиции Красные рыцари (Al-Fursan al-Hammur) устроили резню местных жителей, уничтожив по меньшей мере 200 человек.

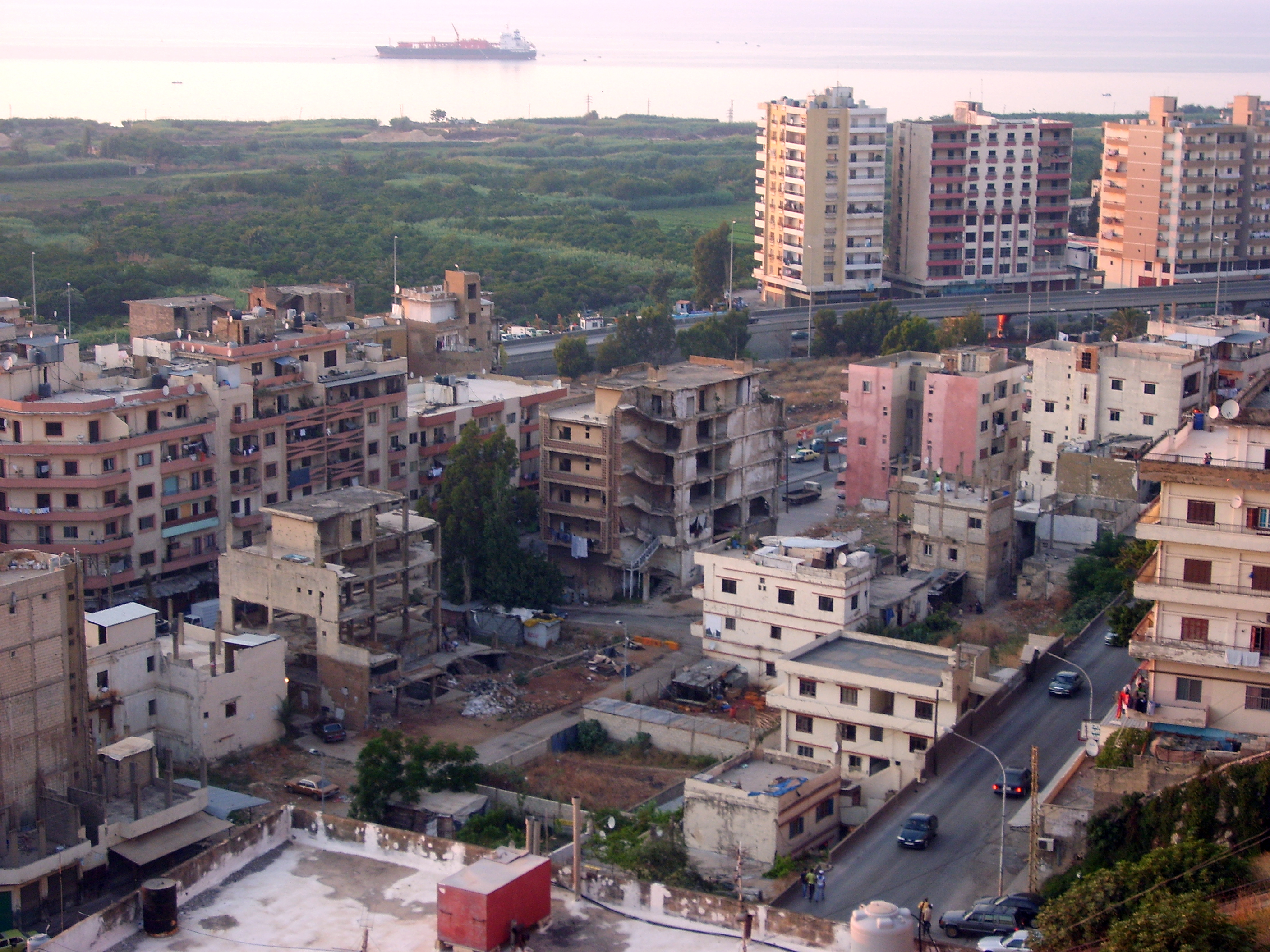
Разрушения в квартале Баб аль-Таббане в Триполи

В 1985 году альянс Прогрессивно-социалистической партии Ливана, Коммунистической партии Ливана и движения Амаль разгромил единственную значительную военную силу суннитской общины Ливана — милицию партии Мурабитун, лидер которой Ибрагим Колейлат был вынужден эмигрировать из страны, спасая свою жизнь. На севере Ливана партия клана Франжье Марада летом 1984 года выбила из района Кура боевиков ССНП, поставив под свой контроль весь район. В среде палестинцев в 1983 году разгорелся кровавый конфликт между сторонниками Арафата и просирийского Абу Мусы. Лагеря на юге Ливана находились под контролем арафатовского Фатх, лагеря на севере — под контролем Абу Мусы. В 1988 году арафатовцы потерпели поражение от сил Абу Мусы в борьбе за контроль над бейрутскими лагерями и были эвакуированы на юг Ливана под конвоем сирийской армии и ливанских сил внутренней безопасности. С 1985 года шиитское движение Амаль вело боевые действия против палестинских формирований в бейрутских лагерях Сабра, Шатила, Бурж-Баражне и в Южном Ливане, известные как «Война лагерей». Амаль пользовалось поддержкой сирийских войск и некоторых частей ливанской армии (Шестая бригада — шииты и Восьмая бригада — христиане), палестинцев поддерживала друзская Прогрессивно-социалистическая партия (друзы также позволили палестинской артиллерии обстреливать из друзских районов позиции шиитов в южной части Бейрута), коммунисты, ССНП, и даже Ливанские силы, пропускавшие через свою территорию палестинские части и военную технику в Бейрут и Южный Ливан. В ходе долгой кровопролитной борьбы палестинцы понесли большие потери, Сабра и Шатила были захвачены боевиками Амаль, лагерь Бурж-Баражне и Рашидия (на юге) находились в осаде и подвергались постоянным обстрелам со стороны шиитских боевиков. В то же время «Война лагерей» сильно ослабила Амаль, которое так и не смогло достичь своих целей в борьбе с палестинцами. Попытки Прогрессивно-социалистической партии воспользоваться ослаблением Амаль после боев с палестинцами и захватить большие территории в Западном Бейруте привели к ожесточенным столкновениям между друзами и шиитами и дали повод Сирии вновь ввести свои войска в Западный Бейрут в 1987 году впервые за пять лет.

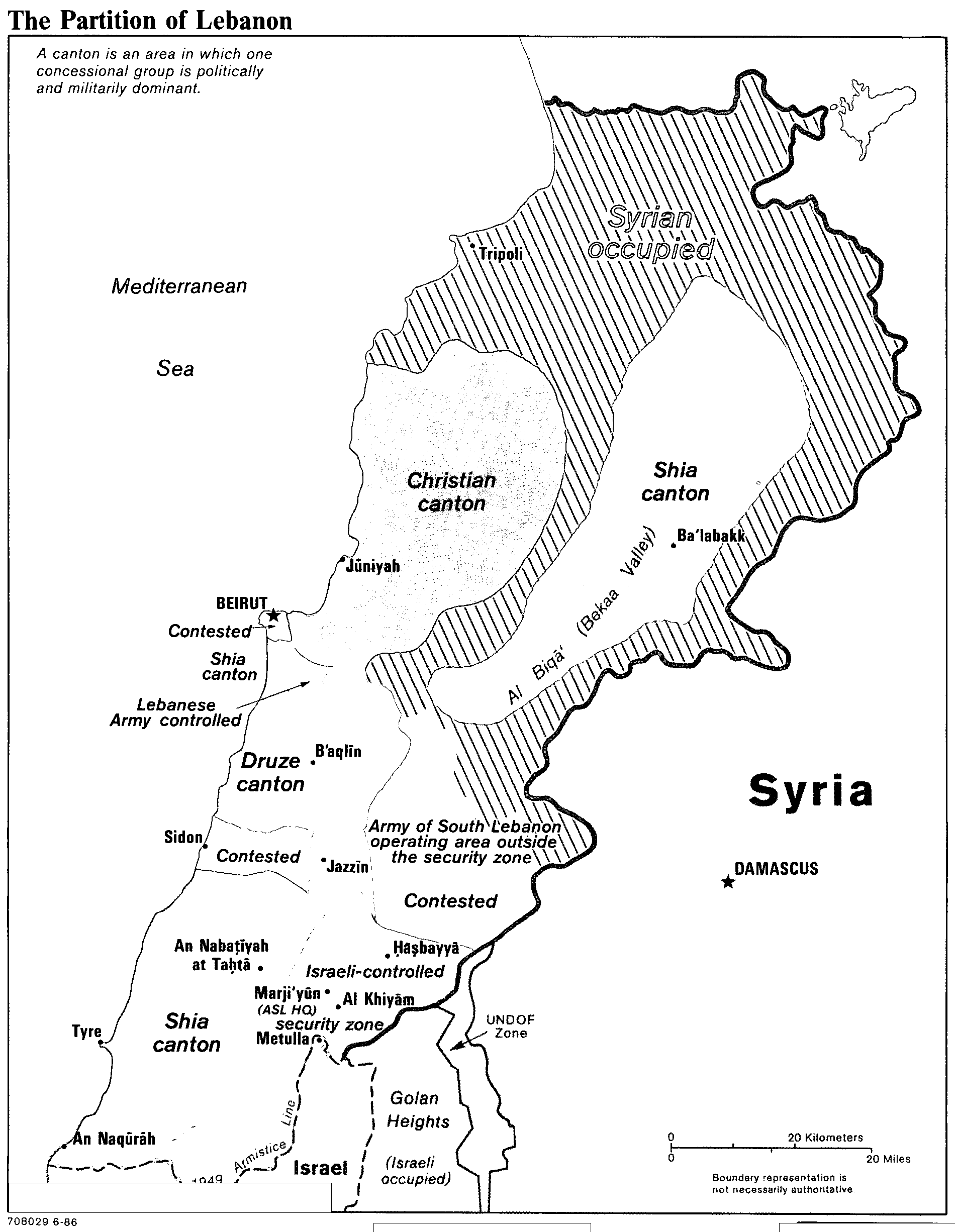
Зоны контроля конфессиональных милиций в Ливане 1986 г.

С марта 1988 по декабрь 1990 отряды движения Амаль Набиха Берри вели боевые действия против проиранской организации «Хезболла» на юге Ливана в районе Иклим ат-Туффах и в южных пригородах Бейрута. В результате боев Амаль удалось вытеснить силы Хезболла из Иклим ат-Туффаха, но, в свою очередь, боевики Хезболла выбили отряды Амаль из южного Бейрута, где Амаль удалось сохранить только хрупкое присутствие в шиитском квартале Шиях.

### Заключительная стадия войны и её результаты

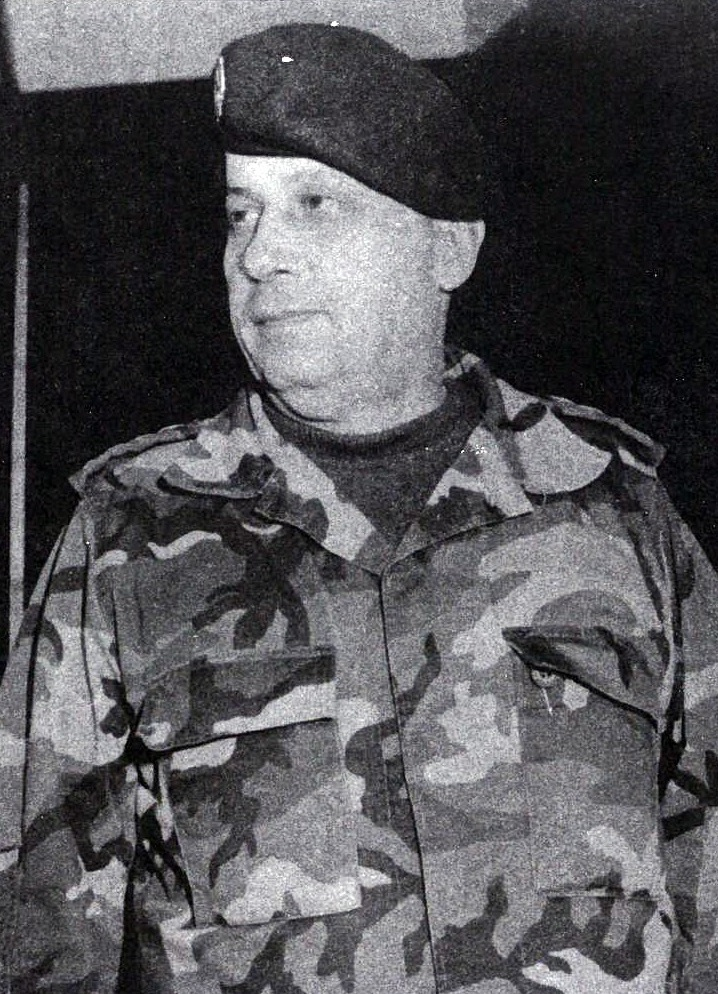
Генерал Аун

13 октября 1990 года в 7:00 утра сирийская авиация нанесла бомбовый удар по резиденции генерала Ауна в Баабде. После мощного огневого налёта, в котором сирийскую артиллерию поддержала артиллерия «Ливанских сил» и просирийских милиций, сирийские войска штурмовали Баабду и резиденцию Ауна. Аун, только накануне громогласно обещавший в телевизионном выступлении стоять до последнего и погибнуть в бою, в пижаме на бронетранспортёре бежал во французское посольство, где попросил политическое убежище, бросив на произвол судьбы свою жену и трёх дочерей (их позже доставили во французское посольство люди Хобейки). Из посольства он обратился к верным ему войскам с предложением сдаться подразделениям просирийского генерала Эмиля Лахуда во избежание кровопролития. Однако не все части своевременно получили это предложение, а некоторые отказались сложить оружие. Большое число ливанских солдат, сдавшихся в плен, было хладнокровно расстреляно сирийцами. Над жителями христианских районов было учинено насилие и произвол со стороны сирийских солдат, а также мусульманских боевиков из просирийских милиций. В городе Бикфайя боевики ССНП осквернили могилу президента Ливана и командующего «Ливанских сил» Башира Жмайеля. Неизвестными был убит один из наиболее видных лидеров ливанских христиан, глава Национал-либеральной партии Дани Шамун, погибли также его жена и двое сыновей. Только угроза председателя христианской партии «Катаиб» Жоржа Сааде мобилизовать бойцов христианской милиции и атаковать мусульманские районы прекратила бесчинства. Гражданская война окончилась без значительных изменений ливанского государственного устройства (Таифское соглашение 1989 года), хотя мусульмане добились равного с христианами представительства в парламенте, а права премьер-министра (суннита) были значительно расширены за счет урезания власти президента (маронита). «Амаль» и «Хезболлах» договорились о прекращении огня. Президентом стал просирийский христианин Элиас Храуи, а затем Эмиль Лахуд. Враждующие милиции (кроме «Хезболлы») сдали имеющееся оружие и военную технику ливанской и сирийской армиям или продали их за границу (в частности, в бывшую Югославию, где начинались боевые действия, Карабах, Алжир) и были преобразованы в политические организации.
В марте 1991 года парламент принял закон Об амнистии, который прощал все политические преступления до его принятия. В мае 1991 года ополченцы были распущены, за исключением «Хезболлы», в то время как ливанские вооруженные силы начали медленно восстанавливаться в качестве единственной крупной нерелигиозной силы Ливана. 6 000 боевиков разных милиций (5 000 из них — мусульмане) были интегрированы в ливанскую армию, ещё 2 000 — в органы гражданской администрации. Религиозная напряженность между суннитами и шиитами сохранялась и после войны.
При этом никто из представителей Южного Ливана не был приглашён на обсуждение Таифских соглашений, а просирийское руководство Ливана отказалось от какого-либо диалога c ними, практически объявив войну как Армии южного Ливана, так и его христианскому населению в целом. В результате территория юга Ливана попала в сферу израильской оккупации до мая 2000 года.
По данным, приведённым в книге «ООП в Ливане» израильского историка Рафаэля Исраэли, в результате гражданской войны в Ливане погибло свыше 100 000 человек. Газета Los Angeles Times, ссылаясь на официальную ливанскую полицейскую статистику, уже в 1992 году оценивала число погибших в гражданской войне в 144 тысячи человек при более чем двухстах тысячах раненых. По данным Пьера Акики из Фонда возрождения Ливана, число мусульман, погибших во время гражданской войны, значительно превышает число жертв среди христиан. Вместе с тем, количество беженцев среди христиан намного больше числа беженцев среди мусульман — 630 000 против 157 500.

## Отражение в культуре и искусстве
По мотивам гражданской войны в Ливане канадский писатель ливанского происхождения Важди Муавад написал пьесу «Пожары». В 2010 году пьеса была экранизирована кинорежиссёром и сценаристом Дени Вильнёвом.
Фильм «Ливан» израильского режиссёра Самуэля Маоза посвящён израильскому вторжению 1982 года. Картина Маоза была удостоена «Золотого льва» на 66-м Венецианском кинофестивале.
О Ливанской войне также снят анимационный фильм Ари Фольмана «Вальс с Баширом». Ключевое место в ленте занимает психологическая травма, которой стала война для многих израильских солдат. Удостоен Премии «Золотой глобус» за лучший фильм на иностранном языке.
По сюжету фильма «Шпионские игры» часть действий происходит в Бейруте во время гражданской войны.
О событиях ливанской войны также рассказывается в фильме «Точка невозврата», действие которого происходит в 1982 году в Бейруте накануне так называемой первой Ливанской войны.